# Cinema coreano

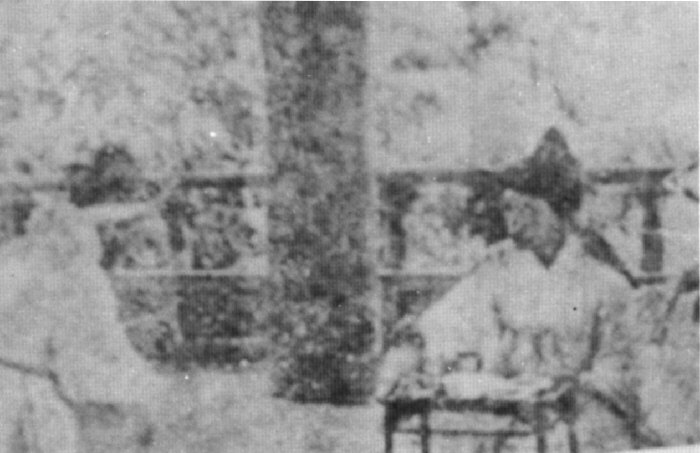
Un'immagine tratta dal primo lungometraggio coreano, Chunhyangjeon del 1923.

La strutturazione industriale del cinema coreano iniziò negli anni Venti del XX secolo, durante il periodo coloniale giapponese, ma nulla è rimasto dei suoi primi venticinque anni: sono sopravvissute soltanto tre pellicole prodotte prima del 1946, mentre cinque risalenti al periodo tra la liberazione (1945) e la fine della Guerra di Corea (1953). Con la divisione della penisola nel 1948, anche la produzione cinematografica prese due strade differenti: nordcoreana e sudcoreana.

## Storia

### 1897-1918: gli inizi
La data di introduzione dei primi film in Corea è incerta, ma viene tradizionalmente collocata tra il 1897 e il 1900. In un articolo apparso nel Chosun Ilbo del 1º gennaio 1929, il regista Shim Hun ha sostenuto la tesi del 1897, appoggiata anche da Ichikawa Sai, secondo cui le proiezioni avvenivano in un capanno a Ponjŏng, e da Kim Chŏnghyŏk, per il quale in quell'anno un americano di nome Esterhaus mostrò un film francese a Namdaemun a Seul. La notizia venne ripresa da un articolo pubblicato sul numero del 19 ottobre 1897 del Times, che scrisse che "i film sono stati finalmente introdotti nel Joseon, un Paese situato nell'Estremo Oriente. All'inizio di ottobre 1897, alcuni film sono stati proiettati al pubblico a Jingogae, Bukchon, in una baracca squallida presa in prestito dal proprietario cinese per tre giorni. Tra le opere proiettate erano inclusi cortometraggi e film di attualità prodotti dalla francese Pathe Pictures". La maggior parte degli storici crede però che sia successo nel 1898; il ricercatore Brian Yecies ha dichiarato di non essere riuscito a trovare il numero del Times né altri articoli simili, e considera perciò la storia un mito.
Il viaggiatore e conferenziere statunitense Burton Holmes fu il primo ad effettuare delle riprese in Corea per il proprio diario di viaggio, e mostrò i suoi film alla famiglia reale coreana nel 1899.
Con l'inizio del XX secolo le proiezioni divennero un fenomeno abbastanza comune e popolare, capace di attirare oltre mille spettatori al giorno, e un annuncio apparso sul quotidiano Hwangseong sinmun del 23 giugno 1903 testimonia che avvenivano giornalmente dalle 20 alle 22, dal lunedì al sabato, su sponsorizzazione della Dongdaemun Electric Company, al prezzo di 10 o 20 jeon (monete) a biglietto. Nel 1903 venne anche aperto il primo studio cinematografico coreano, il Dongdaemun Motion Picture Studio. Si dibatte invece su quale sia stato il primo cinema: il Dansungsa fondato nel novembre 1907 a Seul è tradizionalmente ritenuto il detentore del primato, ma un articolo pubblicato nel 2021 da The Hankyoreh sostiene che debba spettare all'Ae Kwan Theater di Incheon, aperto nel 1895 con il nome di Hyeomnyulsa. Anche altre fonti sostengono la tesi del Hyeomnyulsa.
Stando ad un articolo di giornale del 1908, di pari passo con l'apparizione dei film in Corea si affermò la figura del byeonsa, un commentatore che, come già avveniva in Giappone (dov'era noto come benshi), divenne parte integrante delle rappresentazioni di film muti, specialmente importati, qualificandosi come alternativa economica e divertente alla traduzione delle didascalie. Quando le autorità giapponesi non erano presenti, a volte il byeonsa aggiungeva ai suoi commenti sulla trama satira e critiche all'occupazione giapponese della Corea (1910-1945), fornendo al film un sottotesto politico invisibile ai censori governativi. Alcuni dei byeonsa più popolari erano pagati meglio degli attori.

### 1919-1935: il cinema muto

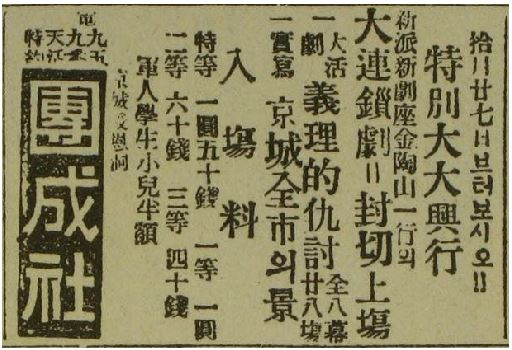
La pubblicità del kino-drama Urijeok guto in un quotidiano del 1919.

Uirijeok guto (lett. "Vendetta giusta") di Kim Do-san, che debuttò al Dangsungsa il 27 ottobre 1919, è ampiamente considerato il primo film coreano, sebbene questa etichetta sia contestata. Si trattava di un "kino-drama", una rappresentazione teatrale con riprese di paesaggi proiettate sullo sfondo, e fu questo genere di produzioni, insieme ai documentari, ad occupare il mercato cinematografico coreano negli anni successivi. Come nel caso della prima proiezione di un film in Corea, anche quale sia stato il primo lungometraggio prodotto nel Paese è poco chiaro: taluni sostengono che si sia trattato di una produzione del 1922 intitolata Chunhyangjeon, basata sull'omonimo racconto popolare, altri invece indicano Weolha-ui mangseo (월하의 망서?, lett. "Amore promesso sotto la luna") di Yun Baek-nam, risalente all'aprile 1923. Per altri ancora fu Janghwa Hongryeon jeon (장화홍련전?; lett. "Storia di Janghwa e Hongryeon") di Park Jung-hyun (1924), il "primo lungometraggio puramente coreano" in un'epoca in cui, a causa dell'occupazione, le produzioni come Chunhyangjeon erano nippo-coreane.
Nel 1922 a Seul vennero proiettati 2.566 film per 961.532 spettatori, il che significa che ciascuno dei circa 260.000 abitanti della città andava al cinema, in media, quattro volte l'anno. Il numero stesso di cinema crebbe velocemente: nel 1926 erano 50 in tutta la Corea, di cui 10 nel Gyeonggi. Nel febbraio 1925 vennero introdotte dagli Stati Uniti le prime bobine con suono diegetico, ma si continuarono comunque a girare film muti: tuttavia, non potendo godere del sostegno finanziario necessario per raggiungere la qualità dei lungometraggi realizzati dagli studi occidentali o giapponesi, spesso le produzioni coreane realizzate a metà anni Venti si affidavano molto al sentimentalismo, copiando lo stile giapponese shinpa e risultando "imbarazzanti nella loro ipocrisia e mancanza di creatività". Nel 1926 Na Woon-gyu scrisse, diresse e recitò in Arirang, uno dei film più rappresentativi del cinema muto coreano. Il suo successo ispirò una fervida attività cinematografica nei tardi anni Venti, che divennero noti come "il periodo d'oro dei film muti": ne vennero prodotti oltre settanta, e all'aumento della quantità corrispose anche quello della qualità.
Nella prima metà degli anni Trenta, invece, la produzione cinematografica interna declinò fino a sole due o tre pellicole all'anno a causa della censura e dell'oppressione giapponese, e alcuni cineasti lasciarono la Corea per la più solida industria cinematografica di Shanghai. I film d'importazione rimpiazzarono quasi totalmente quelli locali, e la Legge del Governatore Generale n. 40/1933 stabilì che dovessero prima passare dal Giappone: alcuni godettero di molta popolarità, ma la fornitura era limitata e alcuni erano talmente consumati che le espressioni facciali degli attori erano sfocate.

### 1935-1945: il cinema sonoro

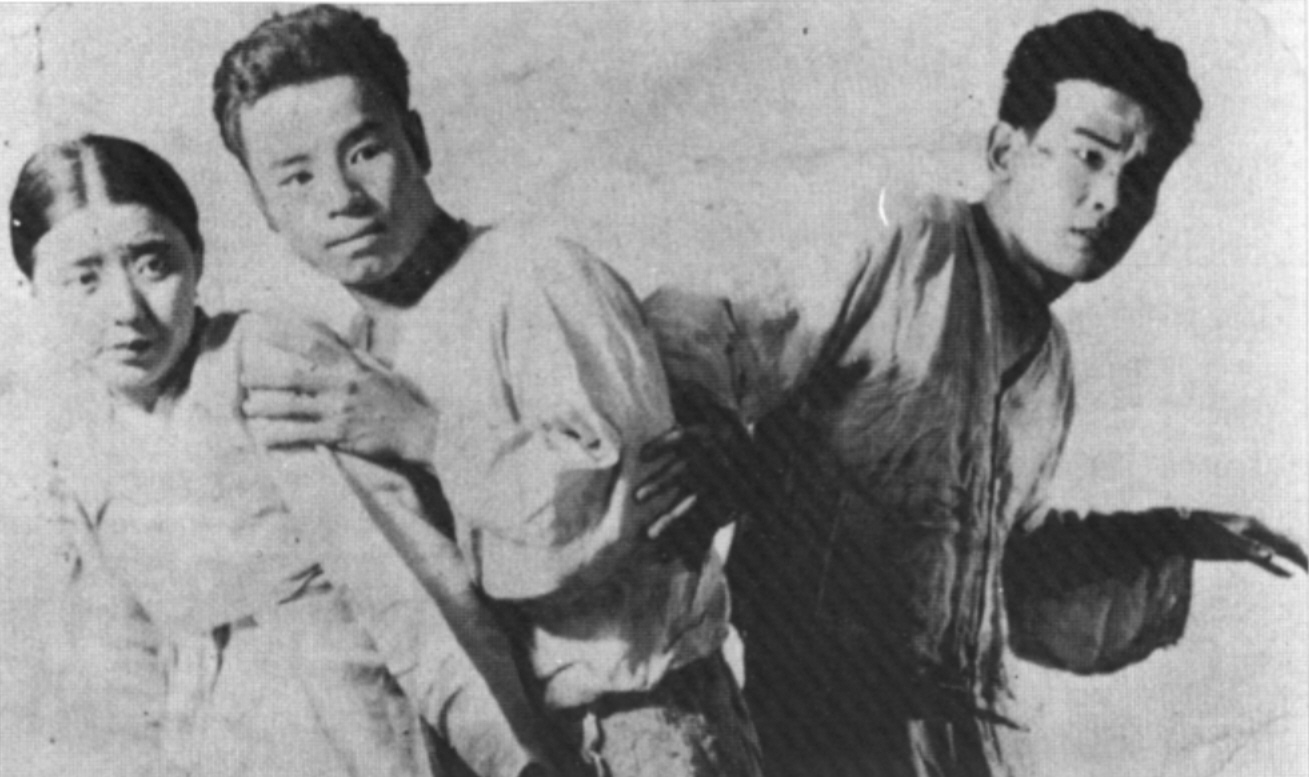
Poster promozionale del film Kang geonneo ma-eul di Na Woon-gyu (1935).

Nel 1935 uscì il primo film sonoro coreano, Chunhyangjeon di Lee Myung-woo, ma la difficoltà nel reperire finanziamenti impedì la produzione in massa di pellicole che non fossero mute: servirono due anni prima che i film sonori diventassero la norma grazie al successo commerciale di Nageune (나그네?; lett. "Girovago") di Lee Gyu-hwan. A partire dal 1937, con l'invasione della Cina da parte del Giappone, i cineasti coreani vennero costretti a girare pellicole propagandistiche a favore della guerra. Inoltre venne applicato il Regolamento sulla Proiezione di Film Nazionali, già in vigore dal settembre 1934, secondo il quale i film giapponesi e le produzioni congiunte coreano-giapponesi dovevano rappresentare più della metà delle pellicole proiettate mensilmente nei cinema. Con l'arrivo del 1942 tutte le case cinematografiche della Corea coloniale vennero unite nella Korea Motion Picture Production Corporation, e la lingua coreana nei film venne bandita dal governo nipponico.

### 1945-1953: tra la liberazione e la divisione della Corea

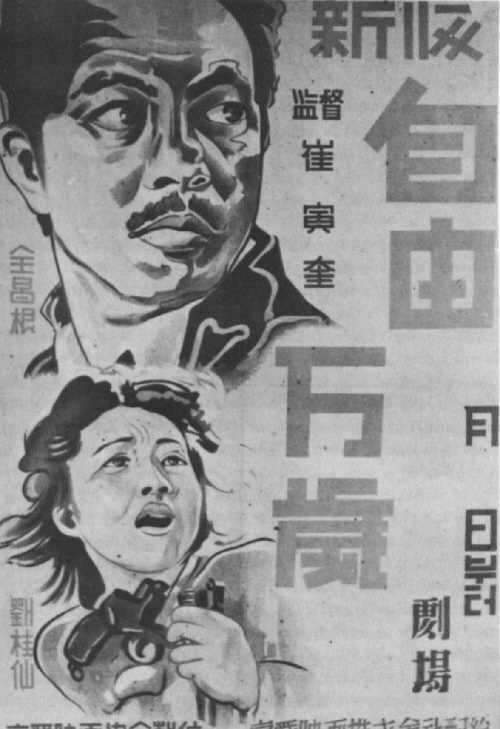
Locandina di Jayu manse.

La Corea visse tempi turbolenti tra il 1945 e il 1953, anni in cui venne liberata dal dominio giapponese e si divise in due Stati con la Guerra di Corea. Ja-yumanse (자유만세?; lett. "Viva la libertà"), girato nel 1946 dal regista Choe In-gyu, fu il primo film coreano dopo la dichiarazione d'indipendenza. Di questo periodo sopravvivono soltanto cinque pellicole. Il tema predominante dei film girati tra gli anni Quaranta e Cinquanta fu la libertà ritrovata.
Con la spartizione del territorio nel 1948, anche il cinema coreano si è separato in due filoni: nordcoreano e sudcoreano.